# Иовлевы слёзы
Иовлевы слёзы, ко́икс слёзы Иовы, бу́сенник обыкнове́нный, Иовы слёзы, Богородицыны слёзы, бу́сенник, слёзник, или адлай (лат. Cóix lácryma-jóbi) — тропическое травянистое растение; вид рода Коикс семейства Злаки.
Народное название растения — «богородицыны слёзки», что объясняется похожестью и по форме, и по цвету его плодов на слёзы.

## Распространение и среда обитания

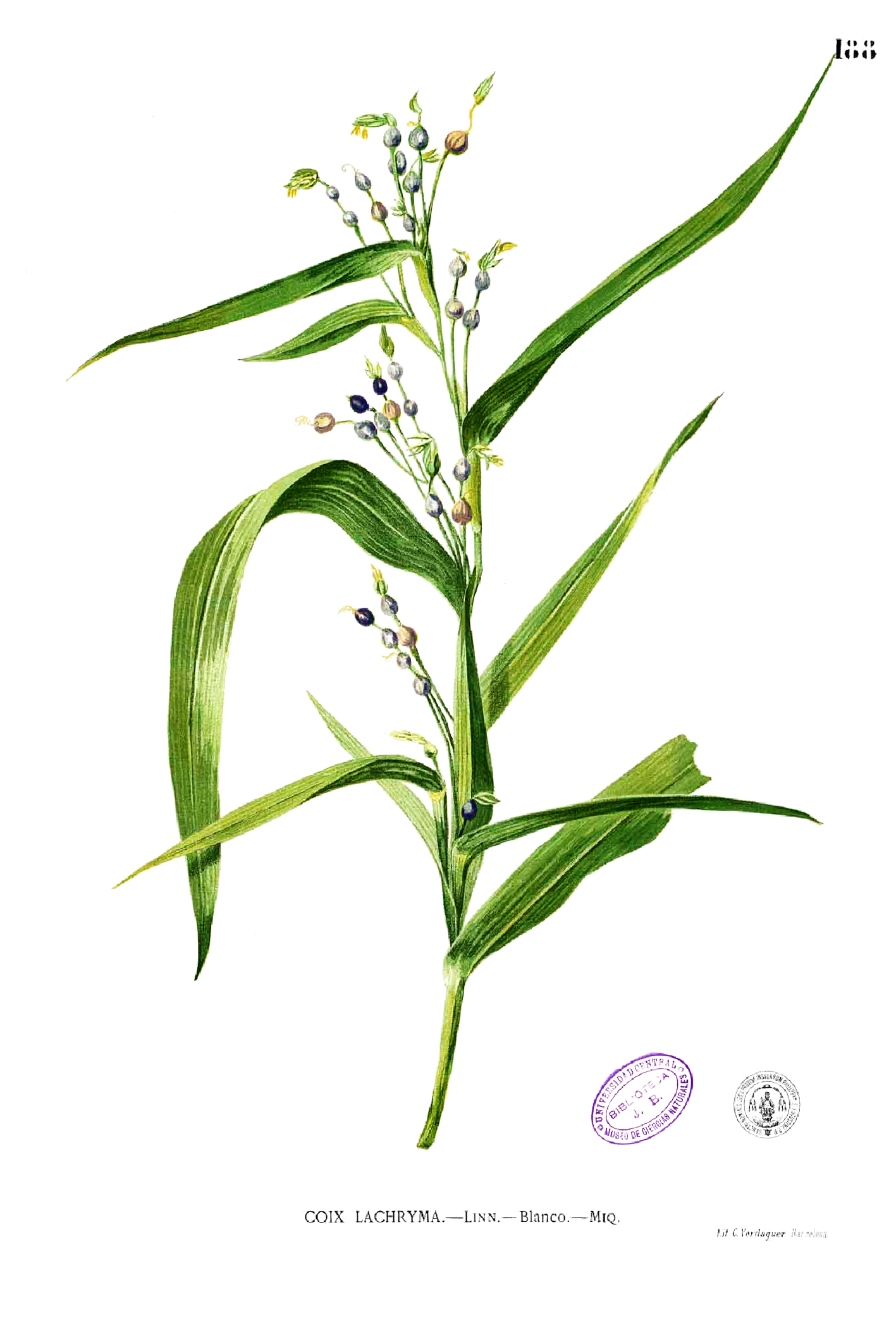
Coix lacryma-jobi.

Произрастает в Юго-Восточной Азии, наиболее активно культивируется на Филиппинах. Натурализовано в Северной Америке и тропических регионах Нового Света через Индию.
В Юго-Восточной Азии выращивается как пищевое растение в основном в горных районах, где плохо растут рис и кукуруза.

## Ботаническое описание
Травянистое многолетнее растение, может достигать 50—200 см высоты. Соцветие — колосовидная кисть. Цветёт летом и в начале осени. Плоды мелкие, в форме бусинок, очень твёрдые.

## Хозяйственное значение и применение
Существует два подвида растения: дикий, имеющие жёсткую оболочку шарообразные плоды которого часто используются для изготовления ожерелий и чёток, и культивируемый, оболочка у плодов которого более мягкая; плоды последнего используются в пищу и в традиционной китайской медицине (в том числе в качестве ингредиента для травяных настоев). Плоды с мягкой оболочкой обжаривают и мелют в муку, из которой выпекают хлеб.
В некоторых регионах Азии используется для выпечки хлеба или для приготовления напитков: в частности, в Корее из него готовится напиток «юльмучха» (кор. 율무차; буквально — «чай из Иовлевых слёз»).